# Jakuza
Jakuza (japonsky: やくざ nebo ヤクザ případně anglickou transkripcí Yakuza) nebo též Gokudó (極道) je japonská tradiční zločinecká organizace, jejíž charakter nejlépe odpovídá tomu, co známe pod pojmem mafie.

## Původ a historie
Slovo jakuza pochází z japonské karetní hry Ojčokabu (hraje se s kartami hanafuda a kabufuda) a označovalo nejhorší kombinaci karet. Ojčokabu je vlastně takový japonský protějšek hry Baccarat. Stejně jako v něm je cílem co nejvíce se přiblížit hodnotě s koncovým číslem 9. Nejhorší kombinace karet v ruce pak je osmička, devítka a trojka. Ty dávají v součtu 20, tedy nulové skóre. V tradičním japonském stylu počítání se tato tři čísla nazývají Ja (8), Ku (9) a Sa (3), odtud tedy původ slova jakuza.
Neexistuje ovšem pouze jediný původ celé japonské jakuzy. Organizace (pl.) se etablovaly z různých částí tradiční japonské společnosti.

### Kabukimono
První stopy v pátrání po původu Jakuzy vedou do roku 1612, za muži kabukimono (傾き者) (šílenci).
Jejich zvláštní styl oblékání, typický sestřih a špatné chování v kombinaci s jejich dlouhými meči dávalo všem okolo výstrahu, aby se měli na pozoru. Tito kabukimono byli známí jako samurajové bez pána, róninové, z nichž mnozí cestovali napříč Japonskem v loupeživých bandách. Pustošili vesnice a městečka. Mnoho z těchto „padlých“ samurajů nacházelo svůj smysl života v tomto pohnutém konání, mnoho z nich tak řešilo svoji situaci, kdy přišli o práci ve službách jiných samurajů nebo šóguna v období míru. Téměř celá jakuza tedy vykazuje podobné atributy – odpadlíky, kriminálníky a podivíny.

### Nerima-Ku
Současná organizace ovšem jako své předky kabukimono rozhodně neshledává. Považuje za ně Nerima-Ku (町奴), služebníky nebo zachránce měst. Nerima-ku byli obyvatelstvem uznávaní hrdinové, kteří je naopak pomáhali chránit proti kabukimono. Proti nim však byli často slabší, daleko méně trénovaní a vyzbrojení. Byli to takoví „Robinové Hoodové“ Japonska.
Kabukimono zase působili jako hrubí nevychovanci, kteří terorizovali široké okolí, utlačovali lid jen pro své potěšení, dávali svým skupinám strašidelná jména a mluvili vulgárně.

## Současnost
Současná Jakuza, resp. její členové, se dělí do tří hlavních kategorií:
- Tekija (的屋 nebo テキ屋) (pouliční překupníci)
- Bakuto (博徒) (gambleři)
- Gurentai (愚連隊) (gangsteři)

Překupníci a gambleři mají své kořeny v 18. století, gangsteři začínají psát svoji historii až po 2. světové válce, s extrémním nárůstem černého trhu. Tradičně tekija, původně středověcí podvodníci, obstarávali lup od prodavačů, bakuto zase loupili ve městech a přepadávali na cestách. Gurentai se vyprofilovali podle vzorů Al Caponeho. Po 2. světové válce, kdy byla úřední moc pod palcem amerických okupantů, gurentai velmi prosperovali a posilovali svoje společenské pozice. Podařilo se jim povýšit japonský zločin na další úroveň násilí. Svoje meče postupně vyměnili za palné zbraně.

### Tetování

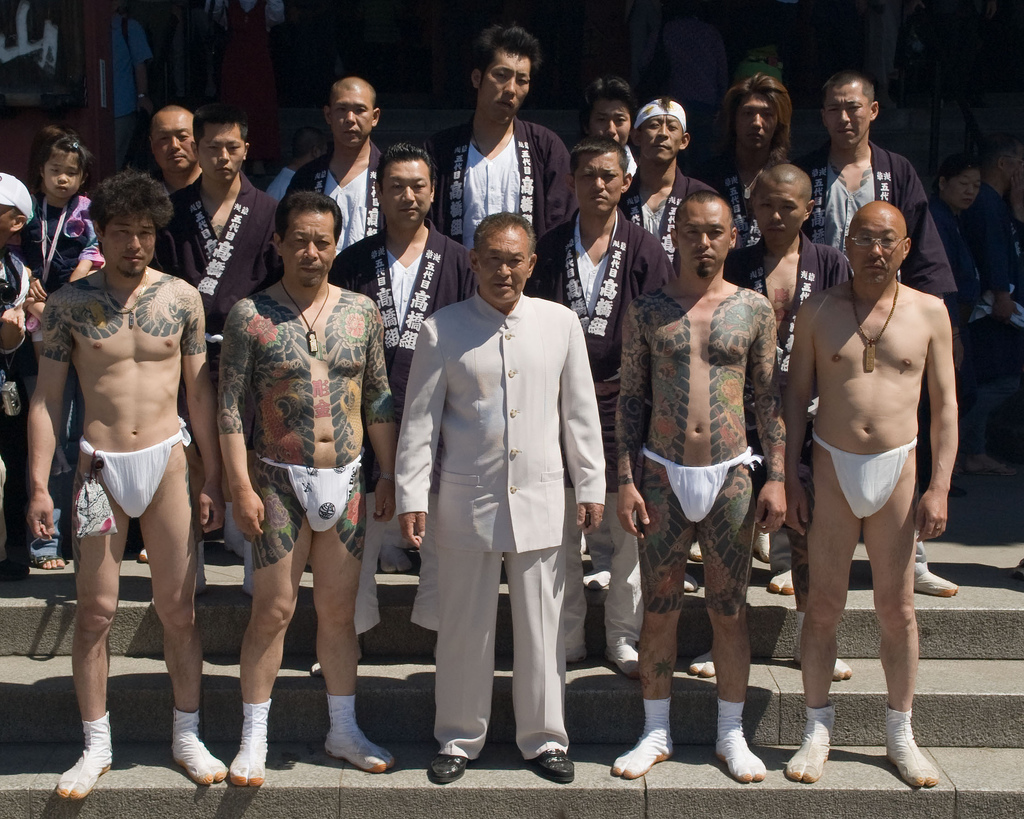
Členové jakuzy během šintoistického festivalu v Tokiu

Mezi členy organizace je populární Tradiční japonské tetování – irezumi. Mají jím pokryta záda i hruď, stejně jako ruce po zápěstí a nohy po kotníky. Nahý člen tak vypadá, jako by měl na sobě oblek. Takový oblek se odborně nazývá horimono. Typickými motivy bývají draci, tygři, koi, květy sakury, chryzantémy, horská krajina, vířící moře, vlny a podobně. Aplikace takového tetování se provádí technikou tebori (tradiční japonská technika ručního tetování) bývá velice zdlouhavá a zabere stovky hodin. Za hotové japonské tetování je považován oblek horimono (ne samotný motiv např. na ruce) jehož dokončení pak znamená, že dotyčný se může považovat za opravdového muže.

### Statistické údaje
Odhaduje se, že současný počet členů se pohybuje někde okolo 110 tisíc, rozdělených do cca 2500 rodin. V porovnání s USA, kde žije zhruba dvojnásobek populace, jsou odhady členů organizovaných skupin na 20 tisících, a to nejen v americké mafii, ale celkem.
Vliv Jakuzy sahá daleko za hranice Japonska, výjimkou nejsou ani Spojené státy. Jsou také na evropském kontinentě, jako je Anglie, Rusko a další státy.